# Űrszemét

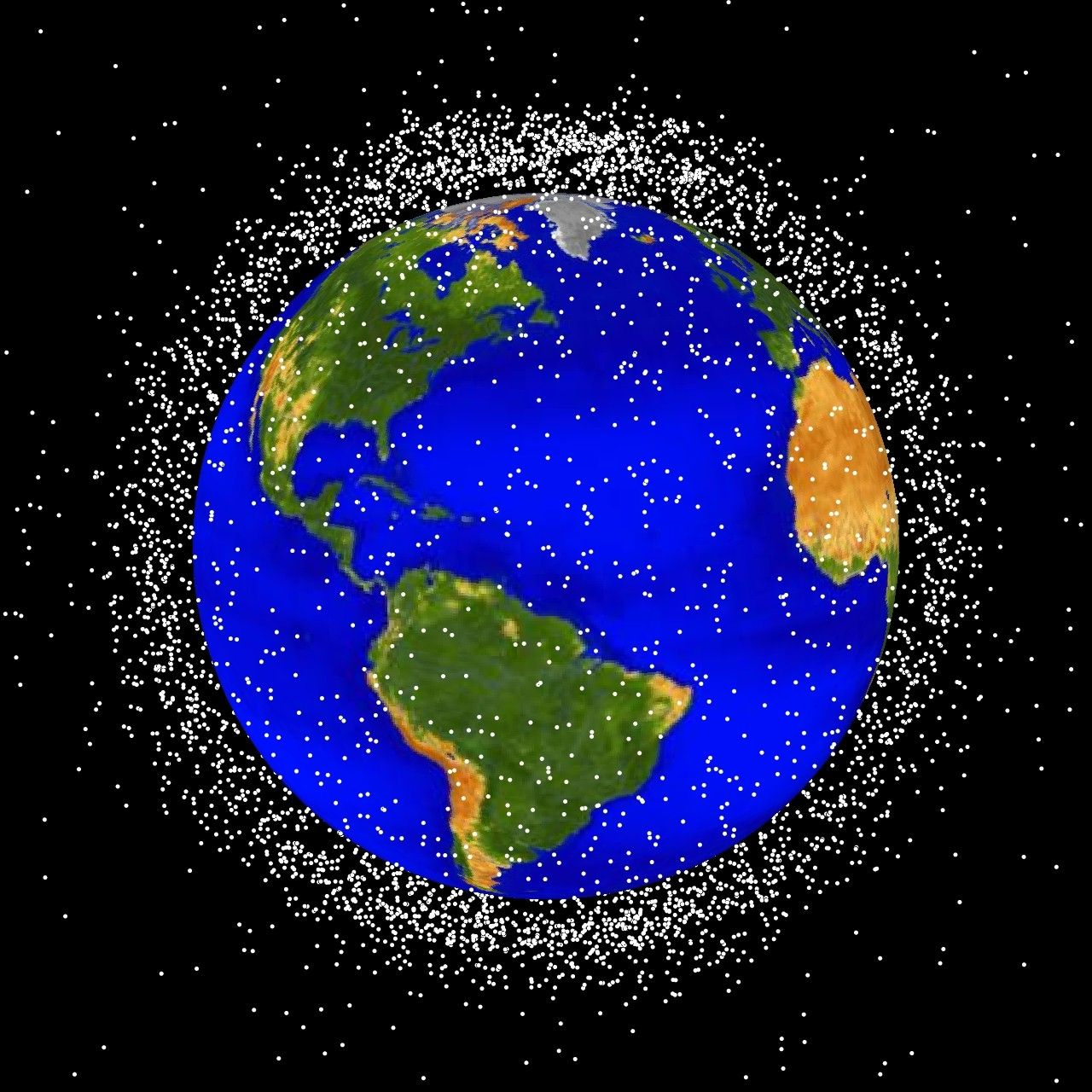
Űrszemét a Föld körül

Az űrszemét, más néven kozmikus hulladék, mindazon mesterséges eredetű tárgyak neve, amelyek a világűrben keringenek, és már nem hasznosíthatók és nem hozhatók működőképes állapotba. Ezek a tárgyak főleg a mesterséges holdak és űrállomások kisebb-nagyobb levált darabkái, alkatrészei, valamint használaton kívüli műholdak, alacsony Föld körüli pályán maradt utolsó rakétafokozatok és az űrséták, szerelések során elszabadult eszközök, amelyek együttesen alkotják a kozmikus hulladékot.

## Az űrszemét veszélyei
A világűrben mozgó hulladékok nagy veszélyt jelentenek a Föld körül keringő objektumokra. 1957-ben juttatták Föld körüli pályára az első mesterséges holdat, a Szputnyik–1-et, és azóta becslések szerint mintegy 600 ezer 1 cm-nél nagyobb méretű tárgy került a világűrbe, az ennél kisebbek száma pedig milliós nagyságrendű. Az űrszemét egy része nagy tömegű alkatrészekből áll, így a hordózórakéta-fokozatok, vagy műholdak elérhetik a 2 és 10 tonna közötti tömeget is. A világűrben működő űreszközökre egy kisebb méretű tárggyal való összeütközés is katasztrofális hatással lehet, hiszen a becsapódás sebessége elérheti a 10 km/s sebességet is, vagyis a 36 000 km/órát. Az űrállomások a világűrben 300–400 km magasságban tartózkodnak, ebben a térségben különösen veszélyes ezeknek a tárgyaknak a kontroll nélküli mozgása, mégis a legnagyobb veszélyt a 800–1500 km-es zónában mozgó objektumok jelentik, mert itt a földmegfigyelő holdak keringenek. Az Egyenlítő fölött 36 ezer km magasságban húzódó,  távközlési és meteorológiai célokra használt geostacionárius pálya is nagyon túlzsúfolt, az ütközések veszélye nagy, úgynevezett „kozmikus dugók” alakulhatnak ki.
Az orosz irányító központ számos esetben módosította a Nemzetközi Űrállomás pályáját, hogy elkerüljenek egy-egy keringő hulladékdarabot vagy kedvezőbb feltételeket teremtsenek egy űrhajó dokkolásához.
Egy sokkal általánosabb hangvételen, az űrszemét hatalmas problémát jelent mind a jelenlegi valamint leendő űrjárművekre nézve, mind a Földre, valamint ránk nézve.
Föld körüli pályán, ha egy műholdat űrszemét talál el, annak megsemmisülése további űrszeméttel jár ami láncreakciókat indíthat el a jövőben. Amennyiben űrhajósok is tartózkodnak a fedélzeten, például a Nemzetközi Űrállomás esetében, emberi életeket is fenyeget egy esetleges ütközés esélye. Egy üvegezett felület repedése vagy törése dekompressziót okozhat ezáltal kitéve az űrhajósokat az világűr nem életbarát elemeinek. Nem utolsóképpen, egy esetleges indítás során keletkezett űrszemét, ami jelentős mérete vagy pályája miatt nem ég el a légkörbe való belépéskor, veszélyt jelenthet ha lakott területre esik vissza. Ezen események lehetősége mind nő az űrszemét folyamatos növekedésével.
Sajnálatos hogy ezen tendenciával kapcsolatban sok változás nem várható a jövőben. Az emberiség fejlődése során a világűr egyre nagyobb szerepet játszik, és a fejlődésünk elkerülhetetlen részévé vált.

Mind a telekommunikáció, a közlekedés, környezetünk megfigyelése és hasonlók, a mindennapjaink elkerülhetetlen részévé váltak. A rohamosan növekvő populáció egyre több felhasználóval jár akiket ki kell szolgálni így egyre több műholdra van szükség. Egyes elméletek szerint, emberiségünk idővel kinövi majd a bolygót, vagy véglegesen kimeríti annak erőforrásait és vagy el kell hagynia vagy más bolygókon, új erőforrásokat találni, ami a világűrt, a későbbi generációk élete elkerülhetetlen részévé teszi majd. Ezeket fenyegeti az egyre növekvő űrszemét veszélye bolygónk körül.

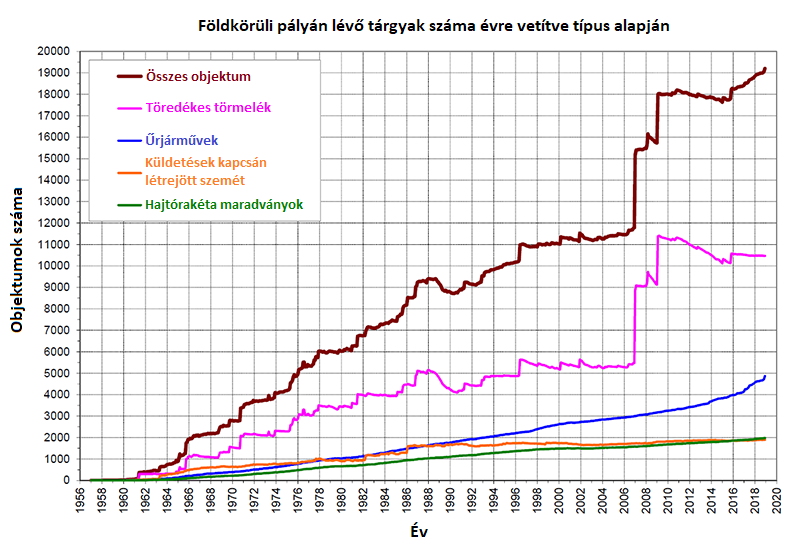
Alacsony földkörüli pályán keringő tárgyak számának fejlődését mutatja 1956 és 2020 között 4 kategóriára vetítve.

## Kozmikus környezetvédelem
A világűr környezetének védelméhez hozzátartozik a kihelyezett eszközök (műholdak, űrállomások) biztonságos üzemeltetése, a szennyezés megelőzése és a kozmikus hulladék eltávolítása, megsemmisítése. Ennek érdekében nemzetközi jog szabályozza az objektumokkal kapcsolatos kérdéseket és a munkában részt vevő szervezetek közti együttműködést. A COPUOS (ENSZ Világűrbizottság), az IADC (Ügynökségek közötti Űrhulladék Bizottság) környezetvédelmi szabályozásra irányuló tervezetei ennek a folyamatnak a kifejlesztésén munkálkodnak.
A munkában aktívan részt vállaló szervezetek: Nemzetközi Világűrjogi Intézet (International Institute of Space Law, IISL), Nemzetközi Asztronautikai Szövetség (IAF), Világűr Békés Felhasználásának Bizottsága (General Assembly’s Committee on the Peaceful Uses of Outer Space, COPUOS), az ENSZ Világűrrel Kapcsolatos Ügyek Irodája (OSA).
Hogy miért is fontos a kozmikus környezetvédelem, azt a következő tudományos elméletek ábrázolják:

### Kessler szindróma
Az amerikai NASA tudósa, Donald J. Kessler publikálta a ma Kessler szindrómaként (vagy Kessler effektusként) ismert elméletet 1978ban, ami egy, ma még csak teljesen elméleti, szcenáriót ábrázol. Ebben az szcenárióban az alacsony Föld körüli pályán lévő űrszemét sűrűsége eléri azt a pontot, ahol egy váratlan, két tárgy közötti ütközés által keletkezett új űrszemét egy láncreakciót indít el ahol minden keletkezett űrszemét újra ütközik egy másik tárggyal, további darabokat létrehozva amik szintén összeütköznek következő tárggyal, és stb.
Kessler az írásában hozzátette, ennek a láncreakciót létrehozó eseménynek a valószínűsége, lehetetlenné tenni bizonyos magasságon elhelyezkedő Föld körüli pályák használatát több jövőbeli generáció részére is. Az 1990-es években rohamosan növekvő űrszemét vitákat váltott ki ezen elmélettel kapcsolatban több űrkutatási hivatal és egyesület között.
Az elmélet 2001-es újítása szerint, ezen veszély jelenleg az alacsony földkörüli pályán, pontosabban körülbelül 1000 km-es magasságban keringő műholdakat érintené. Azonban az egyetlen listázott műholdak közötti ütközés 2009-ben, az Iridium 33 és Cosmos 2251 között történt. A rövidtávú következmények hiányaként, a jelenlegi álláspont szerint Kessler elmélete eltúlozza a problémát és a fennálló veszélyeket.

### Aközlegelők tragédiájaaz űrben
Kessler elmélete azonban nem egyedülálló, és a jelenlegi szituációról létező adatok vizsgálata továbbra is igazolja a hasonló spekulációkat.
Ezen elmélet béli szcenáriók és spekulációk visszavezethetőek a közlegelők tragédiájaként ismert helyzetre. A közlegelő jelen esetben a világűr amit törvény szerint egyik ország sem birtokol de mindenki egyenlően használ. Mivel minden egyes indítás és új küldetés automatikusan újabb űrszeméttel jár, azok száma folyamatosan nő. Minden ország, méretétől és lakosságától függetlenül egyenlően rendelkezik az „közlegelő” felett és saját érdekei szerint lő fel újabb műholdakat, szondákat vagy űrhajósok által lakott küldetéseket. De minden újabb kilövés növeli a Kessler által elképzelt szcenárió lehetőségét és ezáltal más csökkenti más országok lehetőségeit.
Ezen esetben is az egyéni érdekek sértik a közjót és idővel a fogyatkozó lehetőségek elveszik minden egyéni résztvevőtől ezt a forrást is.

## Emlékezetes esetek
Az első amerikai űrséta (Gemini–4) során Edward White elhagyott egy fél pár kesztyűt. A kesztyű egy hónapon keresztül 28 000 km/h sebességgel keringett a Föld körül.
1979 júliusában a 77 tonnás Skylab űrállomás a Föld atmoszférájába történő visszatérésekor az Indiai-Óceán délkeleti részén és Nyugat-Ausztrália egyes részein szórta szét darabjait, az alkatrészek közül nem minden zuhant a földre, hanem továbbra is alacsony pályán keringett.
2006-ban Suni Williams egy Expedition-14 keretében egy űrséta alkalmával veszítette el Kodak DCS 760 fényképezőgépét, a kamerát rögzítő csavar kilazult annak ellenére, hogy többször megragasztották.
2008 novemberében egy egész szerszámtáska szabadult el az STS-126 küldetése során, a táskát Magyarország területén is megfigyelhették a csillagászok. 2009. augusztus 3-án magyar idő szerint délután 3 óra körül lépett a Föld légkörébe és a Csendes-óceán felett semmisült meg.
2011 júniusában a Nemzetközi Űrállomás legénységének kellett a biztonság kedvéért átszállni az űrhajókba és felkészülni a menekülésre egy űrszemét miatt, amely végül 250 méterrel az űrállomás mellett haladt el.
2014. január 16-án a hivatalos amerikai katalógusban 10 257-es számmal ellátott űrszemét miatt, amely korábban az 1977 júliusában felbocsátott amerikai Delta-1 hordozórakéta legfelső fokozatának egy darabja volt, elhalasztották a Nemzetközi Űrállomás (ISS) pályájának tervezett módosítását.
A 2016-ban irányíthatatlanná vált Tienkung–1 űrállomás, amely évekig keringett a Föld körül, végül becsapódására 2018. április 2-án került sor.

### A 10 legtöbb űrszeméttel járó esemény azUSSTRATCOMlistája szerint

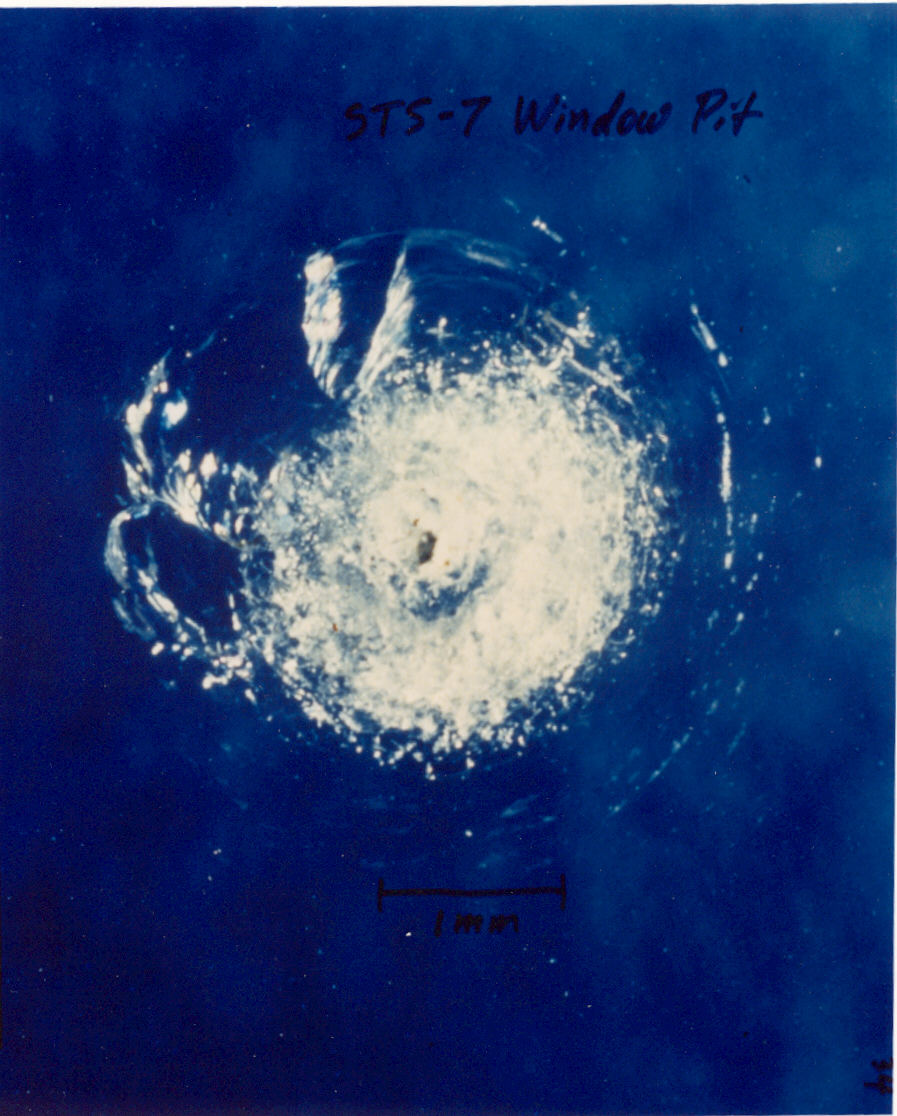
Űrszemét által okozott lyuk a Challenger űrrepülőgép kabinjának ablakán

| Esemény dátuma | Indítás dátuma | Rakéta vagy műhold                                  | Esemény magassága | Katalógusba vett űrszemét | Fennmaradó űrszemét (2016) | Esemény kiindító oka                                 |
| -------------- | -------------- | --------------------------------------------------- | ----------------- | ------------------------- | -------------------------- | ---------------------------------------------------- |
| 2007           | 1999           | Fengyun-1C                                          | 850 km            | 3428                      | 2880                       | Szándékos ütköztetés (műhold elleni fegyverpróba)    |
| 2009           | 1993           | Cosmos 2251                                         | 790 km            | 1668                      | 1141                       | Véletlen ütközés Iridium 33-al                       |
| 1996           | 1994           | Pegasus HAPS fokozata (STEP-2 küldetés)             | 625 km            | 754                       | 84                         | Az üzemanyag tank nem tervezett robbanása            |
| 2009           | 1997           | Iridium 33                                          | 790 km            | 628                       | 364                        | Véletlen ütközés Cosmos 2251-el                      |
| 1986           | 1986           | Cosmos 2421                                         | 410 km            | 509                       | Ismeretlen                 | Ismeretlen                                           |
| 1986           | 1986           | Ariane 1 (SPOT-1küldetés)                           | 805 km            | 498                       | 32                         | Az üzemanyag tank nem tervezett robbanása            |
| 1965           | 1965           | Transtage fokozat Titan III rakéta (LCS 2 küldetés) | 740 km            | 473                       | 33                         | Az üzemanyag tank nem tervezett robbanása            |
| 2000           | 1999           | Longue Marche 4 3. fokozata és CBERS 1 műhold       | 740 km            | 431                       | 210                        | Az üzemanyag tank által kiváltott kétszeres robbanás |
| 1970           | 1970           | Agena fokozat,Nimbus 4                              | 1 075 km          | 376                       | 235                        | Az üzemanyag tank nem tervezett robbanása            |
| 2001           | 2001           | PSLV utolsó fokozata (TES küldetés)                 | 670 km            | 372                       | 80                         | Az üzemanyag tank nem tervezett robbanása            |

## Karambolok a világűrben
2005 januárjában a US Space Surveillance Network (Amerikai Világűrmegfigyelő Hálózat) munkatársai élő adásban nézték végig, ahogy egy 31 éves amerikai rakéta maradványai ütköztek frontálisan egy 2000-ben felbocsátott kínai rakéta harmadik fokozatával.
2009. február 10-én, a Szibéria felett 790 km magasan keringő műholdas kereskedelmi mobil távközlési rendszer részeként üzemelő Iridium műhold ütközött a Kozmosz-2251 műholddal, amely már egy évtizede használaton kívül van. Az amerikai megfigyelőhálózat mérései alapján a két összeütköző műhold kb. 600 darabra esett szét.

## Ellenőrzésük
A NORAD (North American Aerospace Defense Command), az Egyesült Államok világűrmegfigyelő rendszere szolgáltatta az első adatokat az űrszemét mozgásáról. A NASA 2002-ben új űrszemét-figyelő rendszert vezetett be az alacsony Föld körüli pályán 200 és 2000 km között mozgó tárgyak megfigyelésére az ORDEM2000-et. Az űrszemét megfigyelése az űrutazások gyakoribbá válása miatt létfontosságúvá vált, ezért az USA (NASA) és Oroszország (RKA) mellett egy európai megfigyelő rendszert is létre kívánnak hozni és katalogizálni az összes világűrben keringő objektumot.

Európában 2005 óta tartanak űrszemét-konferenciákat, a legutolsó 2009. március 30. és április 2-a között megrendezett darmstadti konferencia kiemelt témája a megelőzés és a már meglévő űrszemétdarabok felismerése és követése. A megelőzés során lassítani kell újabb testek űrszemétté válását. A javaslatok  szerint bizonyos zónákra korlátoznának űrbeli tevékenységeket, illetve léteznének korlátozottan használható és tiltott területek is.  A kiemelt védett zónákba sorolják a 2000 kilométernél alacsonyabban húzódó pályákat, és a 34 786 km és a 36 786 km közötti magasságú geoszinkron útvonalak közül azokat, amelyek az egyenlítői sík „fölött”, vagy „alatt” 15 fokkal húzódnak.

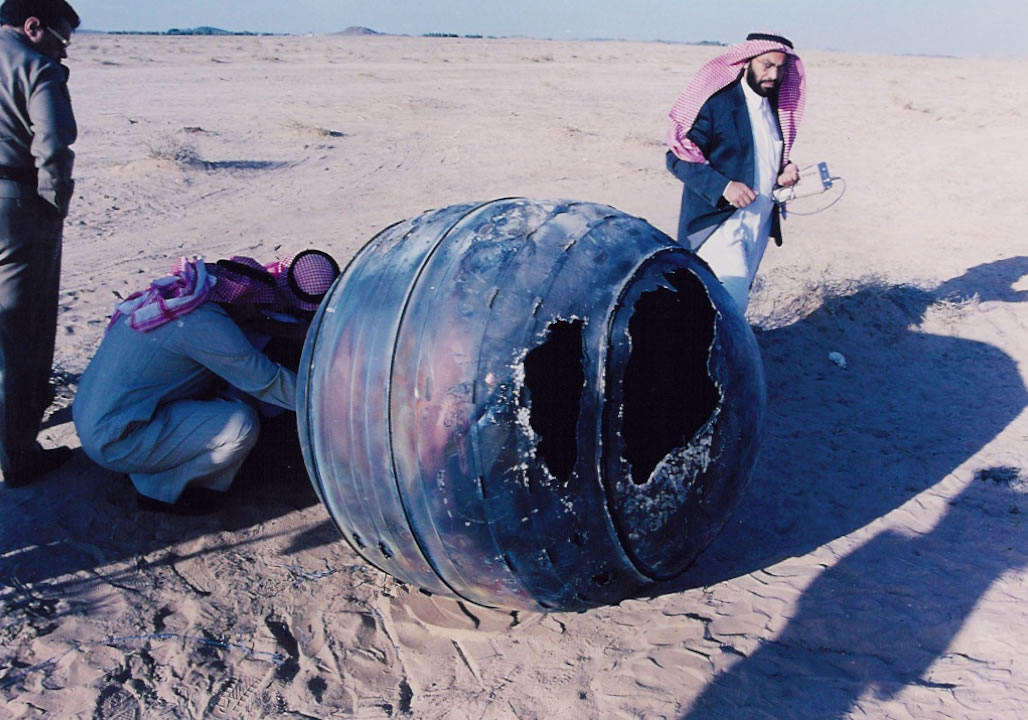
Egy Delta-2 hordozórakéta Szaúd-Arábiában lezuhant harmadik fokozata

A meglévő űrszemétdarabok nyomon követésére született egy javaslat, miszerint Európában egy önálló radar- és optikai alapú űrszemét-felderítő, valamint űrszemétkövető rendszert (Space Situational Awareness, SSA) kell kifejleszteni, ahol a földfelszíni észlelőműszereken kívül Föld körül keringő műholdakra telepített detektorok is figyelik az objektumokat. Az európai SSA-képességek kialakításáért az Európai Űrügynökség (ESA) felelős.  A terv első, előkészítő fázisa az 50 millió eurós költségvetésű SSA Preparatory Programme, melyet az ESA miniszteri szintű tanácsa 2008 novemberében fogadott el, végrehajtására pedig a 2009–2011-es időszak állt rendelkezésre. Az első fázis magában foglalja a már létező európai berendezések és intézmények összehangolását. A második fázis a teljes értékű működő rendszer megvalósítása, melyre a tervek szerint a 2012–2019 között kerül sor. A rendszerbe be kívánják építeni a már ma is működő franciaországi GRAVES rendszert, a Nagy-Britanniában Flyingdales mellett működő, valamint a Németországban telepített FGAN radart.
2015-re az űrszemét élőben követése is megvalósult, az Amerikai Védelmi Minisztérium SpaceTRack nevű honlapján gyűjtik az adatokat, amelyek a Stuff in Space oldalon jelenítődnek meg nagyon látványosan.

## Az űrszemét megsemmisítése
A használaton kívüli, de kevés üzemanyaggal még rendelkező műholdakat célzottan valamelyik óceán felé irányíthatják. A légkörbe való belépés megtervezése és lebonyolítása komoly feladat, mert nem csak a lakott területek elhelyezkedését, hanem a repülők és a hajójáratok mozgását is figyelembe kell venni. Amennyiben a kapcsolat megszakad az irányítás és az objektum között, a műhold véletlenszerű helyen és időben léphet a Föld légkörébe.

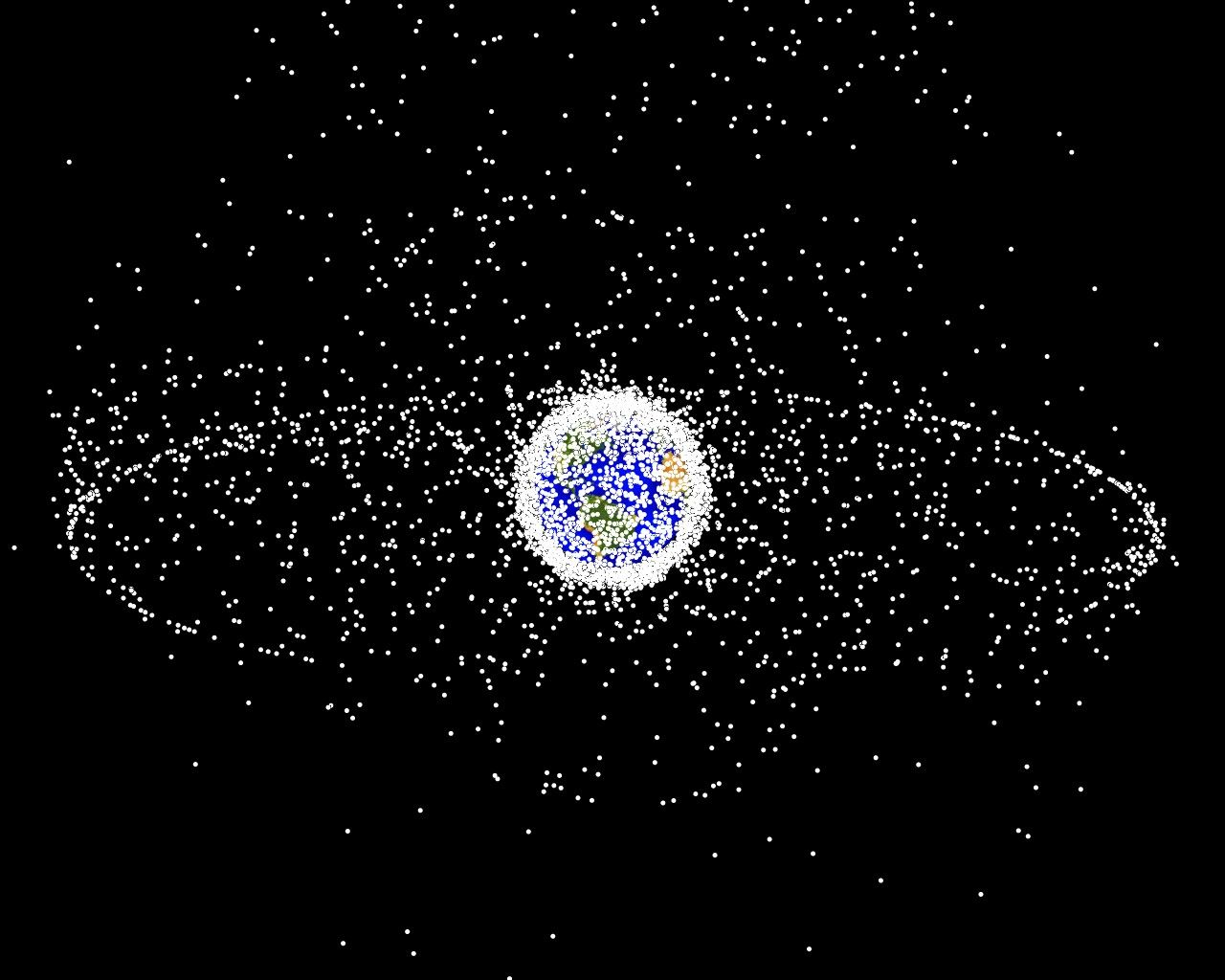
Űrszemét gyűrű

A japán Nitto Seimo, halászhálókat gyártó cég kifejlesztett egy speciális, űrszemetet befogó eszközt, melyet a Kounotori 6 teherűrhajó szállított a Nemzetközi Űrállomásra. Az eszköz egy 700 m hosszú pányva, melyet az űrhajó vontat maga után. Ez az alumíniumból és acélsodronyból álló háló lelassítja a befogott űrszemetet, amely azután a légkörbe érkezve megsemmisül. Az első befogásra tett kísérlet 2017. január 28-án történt, azonban a küldetés nem sikerült. A próbatest befogása után nem sikerült a próbatestet elengednie a szerkezetnek, majd mikor végül sikerült, a kábel kiengedése ütközött nehézségekbe. Mivel a teherűrhajó csak megadott ideig tartózkodhatott az űrben, a kísérleteket meg kellett szakítani. Az űrhajót a Csendes-óceán déli része fölé irányították, ahol a légkörbe érve megsemmisült.
Egy angol cég kifejlesztett egy miniatűr műholdat, a Snap–1-et (Surrey Nanosatellite Applications Platform), amely összegyűjti és a sztratoszféra szélére tolja az űrközi szemetet, amely aztán a Föld sűrűsödő légkörébe érve elég; bár alkalmanként előfordul, hogy egy-egy űrhulladék visszatér a Földre (átlagosan napi egy darab).

Drasztikusabb megoldás, és a radioaktív sugárzást kibocsátó objektumoknál nem is ajánlott a műholdak katonai fegyverekkel történő megsemmisítése. 2007. január 11-én a kínai hadsereg a Feng Yun 1C jelű poláris Föld körüli pályán keringő műholdat 865 km magasságban ballisztikus rakétával semmisítette meg (egyes szakértők véleménye szerint katonai erődemonstráció volt a cél). Ennek következtében becslések alapján közel 2300 darab, néhány centiméteres törmelék, 35 ezer, nagyjából egy centiméteres és közel egymillió, legalább egy milliméteres töredék keletkezett. A műholdak lelövése amellett, hogy továbbra is szennyezheti törmeléke a világűrt, nagyon költséges művelet.

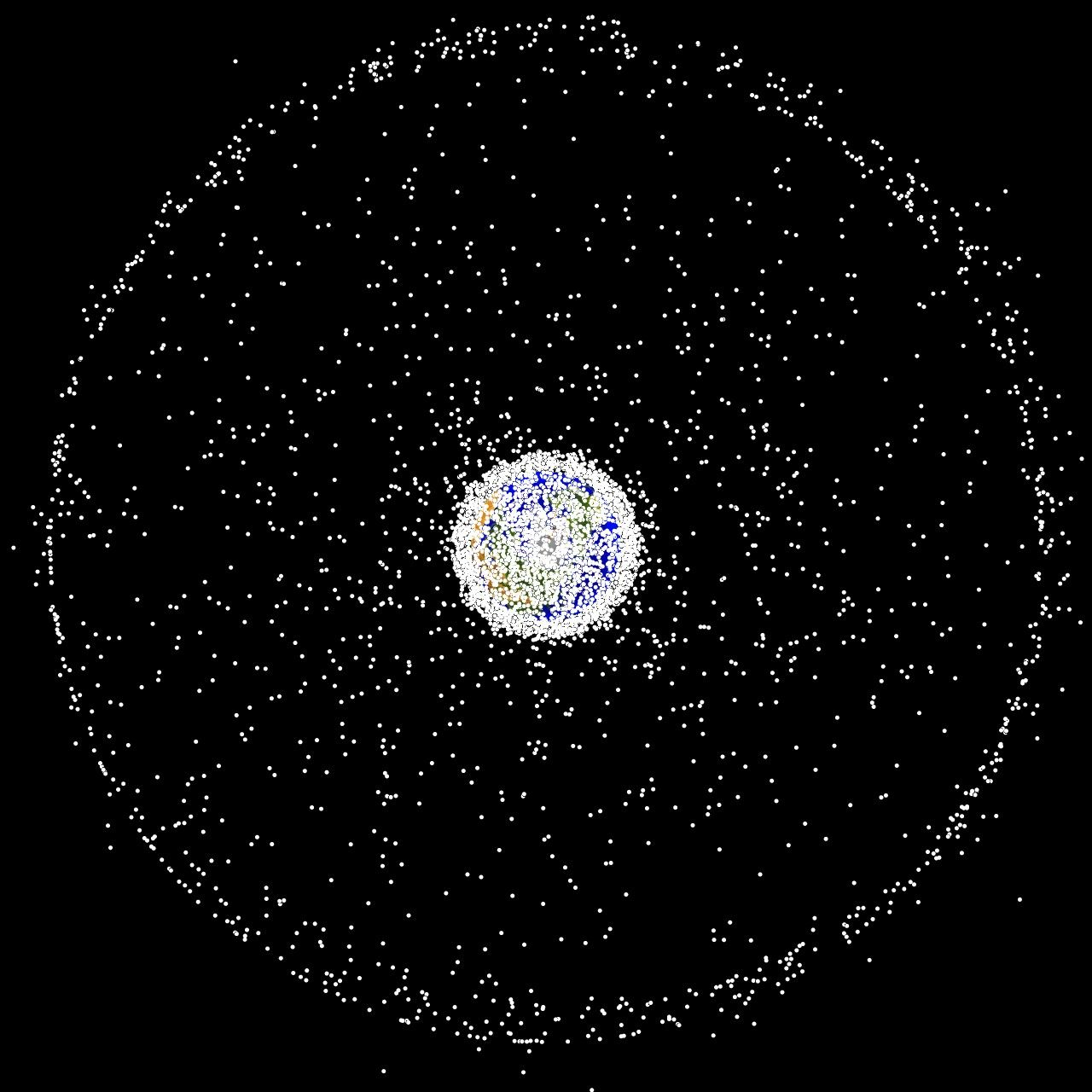
Az űrszemét térbeli eloszlása „felülnézetből”, poláris irányból nézve

Többféle módszerrel kísérleteznek a szemét befogására, kutatások folytak/folynak abban az irányban is, hogy miként lehetne „tapadási elven” alapuló űreszközt fejleszteni a szemét befogására. A Jet Propulsion Laboratory (JPL) a gekkók lábának tapadási erejét tanulmányozta van der Waals kutatásai alapján. Ezen elv szerint készítettek el egy eszközt, amelyet azután súlytalanságban egy repülő fedélzetén teszteltek.
Az orosz haderő a már a Föld légkörébe lépő és alacsonyabban tartózkodó űrszemetek és a használaton kívüli műholdak elfogására kívánja használni Mach 3-as sebességre felgyorsuló MiG-31-esét. A repülő 280 km-ig képes felrepülni és elkapni a célpontokat. Ennek a gépnek van már egy tovább fejlesztett változata is a MiG-41, amely képes a 3,5 Mach sebesség elérésére.
A Surrey Egyetemen kifejlesztettek egy űrszemét befogó eszközt, amelyet a NASA megbízásából 2018. április 4-én a SpaceX Dragon teherűrhajója vitt fel a Nemzetközi Űrállomásra.
Az ESA Clean Space programja keretében magyar, miskolci fejlesztésű infravörös és foszforeszkáló jelzőfények fejlesztése is folyamatban van műholdak számára, ezek az űreszközök, takarító robotok dokkolását segítik majd.

## Megjelenése a művészetekben
- Az űrsepregetők, 2021-es dél-koreai film